# 中国の家具

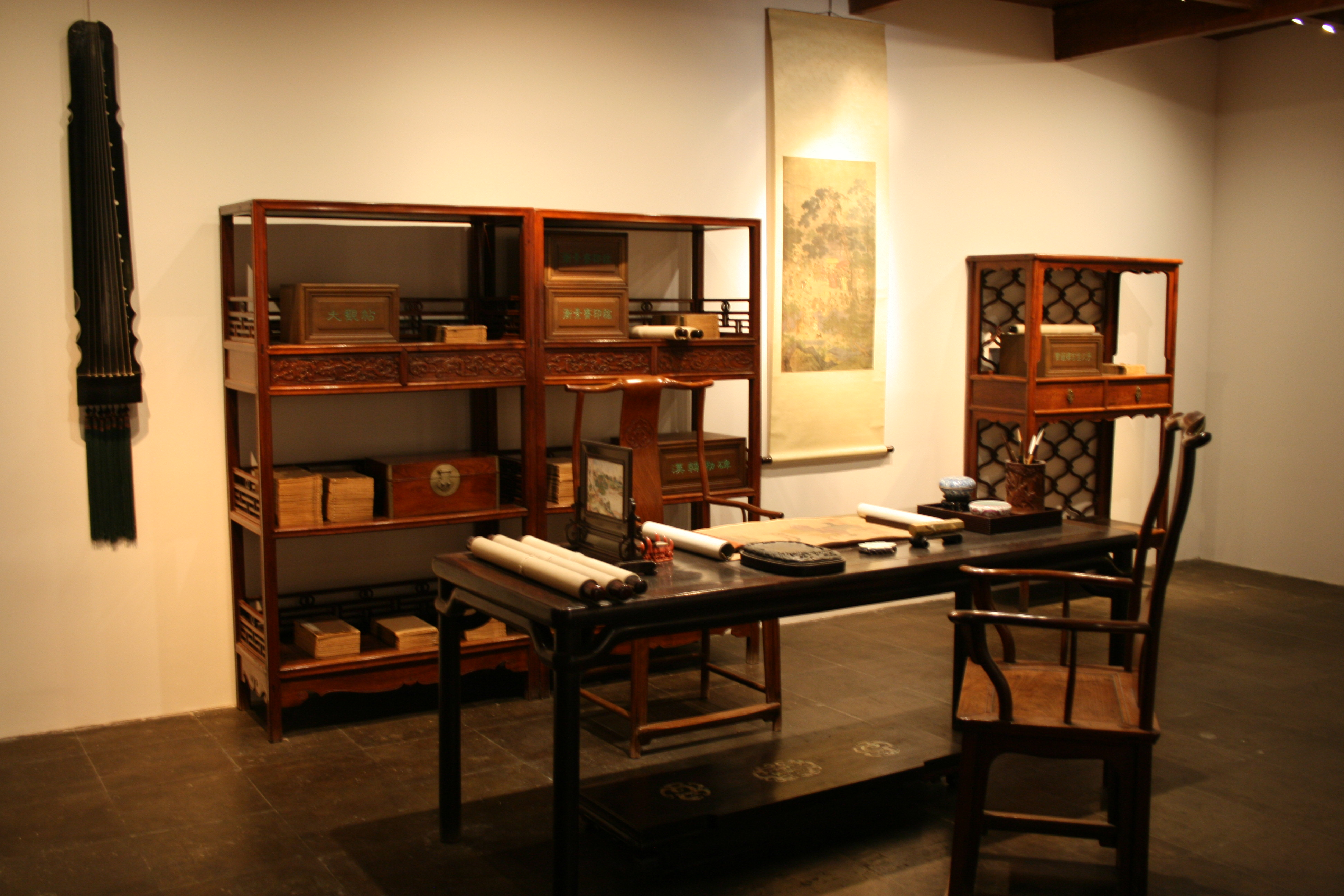
上海博物館に展示された明式家具。文人の書斎を再現している。

中国の家具（ちゅうごくのかぐ）では、中国の家具について述べる。特に明清代の明式家具（みんしきかぐ）または明清家具（みんしんかぐ）は中国美術にも数えられる。

## 明清以前

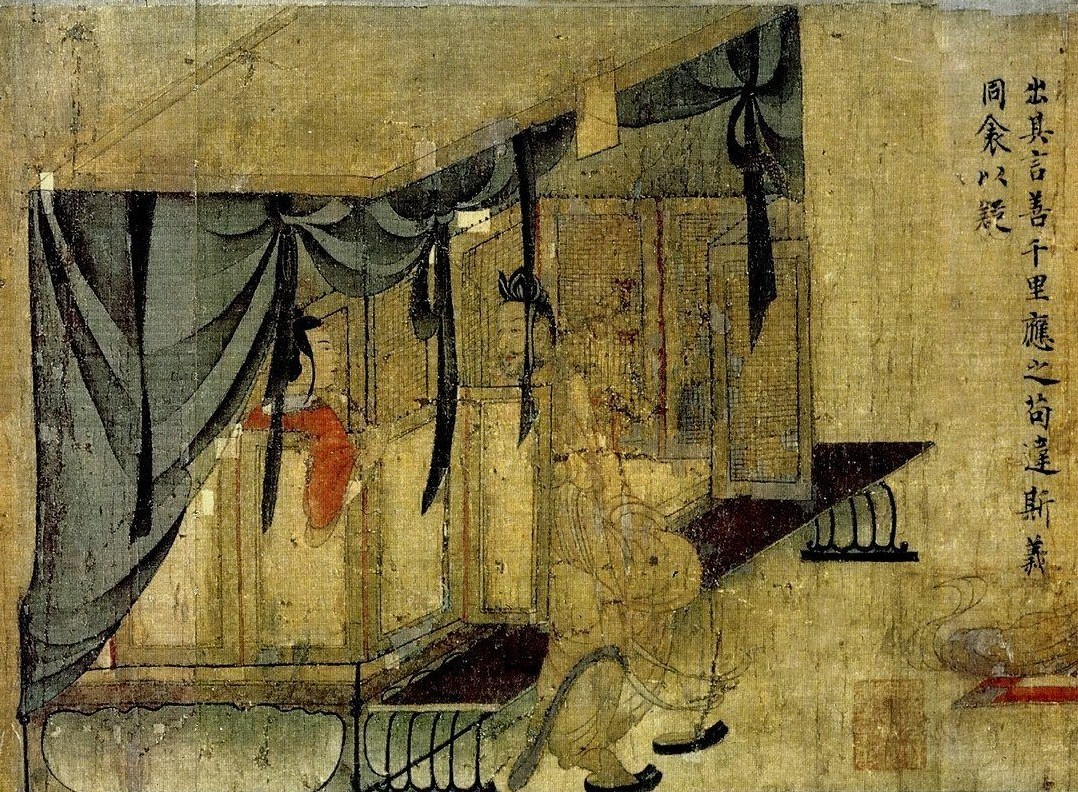
東晋の顧愷之『女史箴図』に描かれた牀と凳

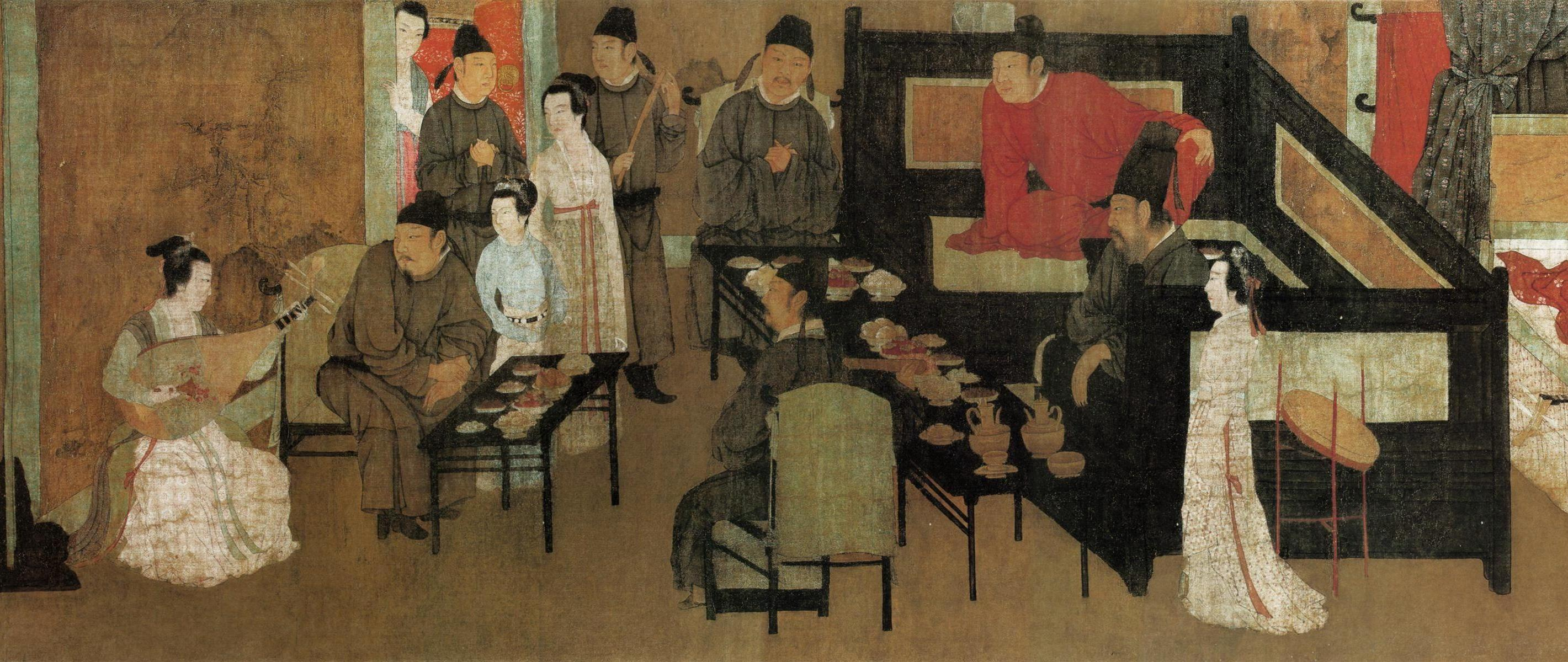
五代十国の顧閎中『韓煕載夜宴図』に描かれた牀など

中国古典には当時の家具の名が散見される。例えば『論語』には席という家具（むしろ・ござ・座布団のようなもの）が出てくる。『三国志』で、劉備が貧しい少年時代に生活の糧にしたのも席だった。
後漢の辞書『釈名』には家具名が列挙されており、席のほか牀（床とも書く、ベッドと長イスを兼ねる低足の台座）・榻（牀に似たもの）・几（案ともいう、低足のテーブルまたは肘置き）・屏風などの存在が伝わる。
中国考古学においては、戦国楚の大型の牀（信陽長台関楚墓）や、孔子が描かれた前漢の屏風（海昏侯墓）などの出土例がある。画像石の画中や、副葬品の明器（生前の品のミニチュア模型）にも、家具が見られる。

### イスの出現
高足のイスやテーブルが一般的になるのは、唐代からである。唐代より前は、上記の牀などに席を敷き、坐（正座）や跪（膝立ち）などの座法で座っていた。後漢末に西域から胡牀（軍隊用の折り畳みイス）が伝来し、唐代までに胡牀が家具の凳や椅となり、卓案（桌案、高足のテーブル）などが一般化した。
以上の座具・座法は儒教の礼とも関わり、宋の朱熹『跪坐拝説』、清の王鳴盛『箕踞』や趙翼『高坐縁起』、大正日本の藤田豊八『胡床につきて』などで古くから考証されている。

## 明清
明清は中国家具の最盛期とされる。とくに明から清初の家具は「明式家具」と呼ばれる。明式家具は、「唐木」「銘木」として知られる鉄刀木（タガヤサン）や黄花梨（ローズウッドの一種ニオイシタン）などの硬木を基調とし、釘を使わずほぞ継ぎで接合され、装飾を廃した簡潔の美を特徴とする。一方、清中期以降の「清式家具」は、明式家具を継承しつつも、装飾の華美やマホガニーの多用を特徴とする。
明式家具の生産地として、明末清初の北京・蘇州・徽州・揚州・広州などがあった。時代背景として、商品経済や工業の発達、海禁緩和による東南アジア産木材の輸入、園林建築の流行などがあった。明式家具は文人の書斎を演出する役割も担った。
明式家具が登場する文献として、『金瓶梅』『長物志』『雲間拠目抄』、魯班に仮託される明の木工技術書『魯班経』などがある。
現代では上海博物館などに明清家具の所蔵がある。明の王錫爵墓・潘允徽墓などの出土例もある。
明清の家具名として、榻・羅漢牀・圈椅・太師椅・天然几・屏風・架格（たな）・炕卓（オンドル上のテーブル）などがある。

### ギャラリー
日本語解説つきの図版集（美術全集）として 王ほか 1996 がある。

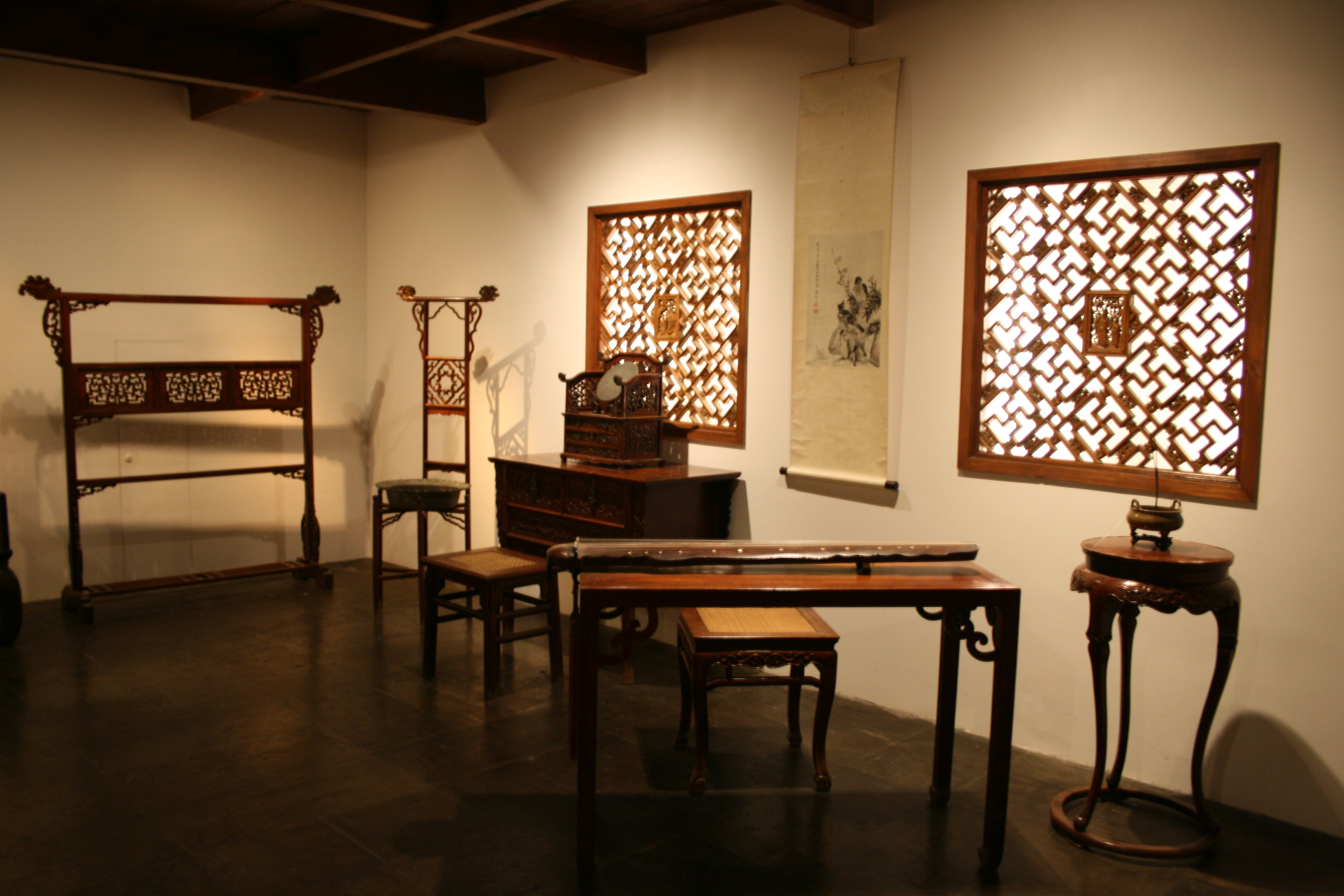
明式家具
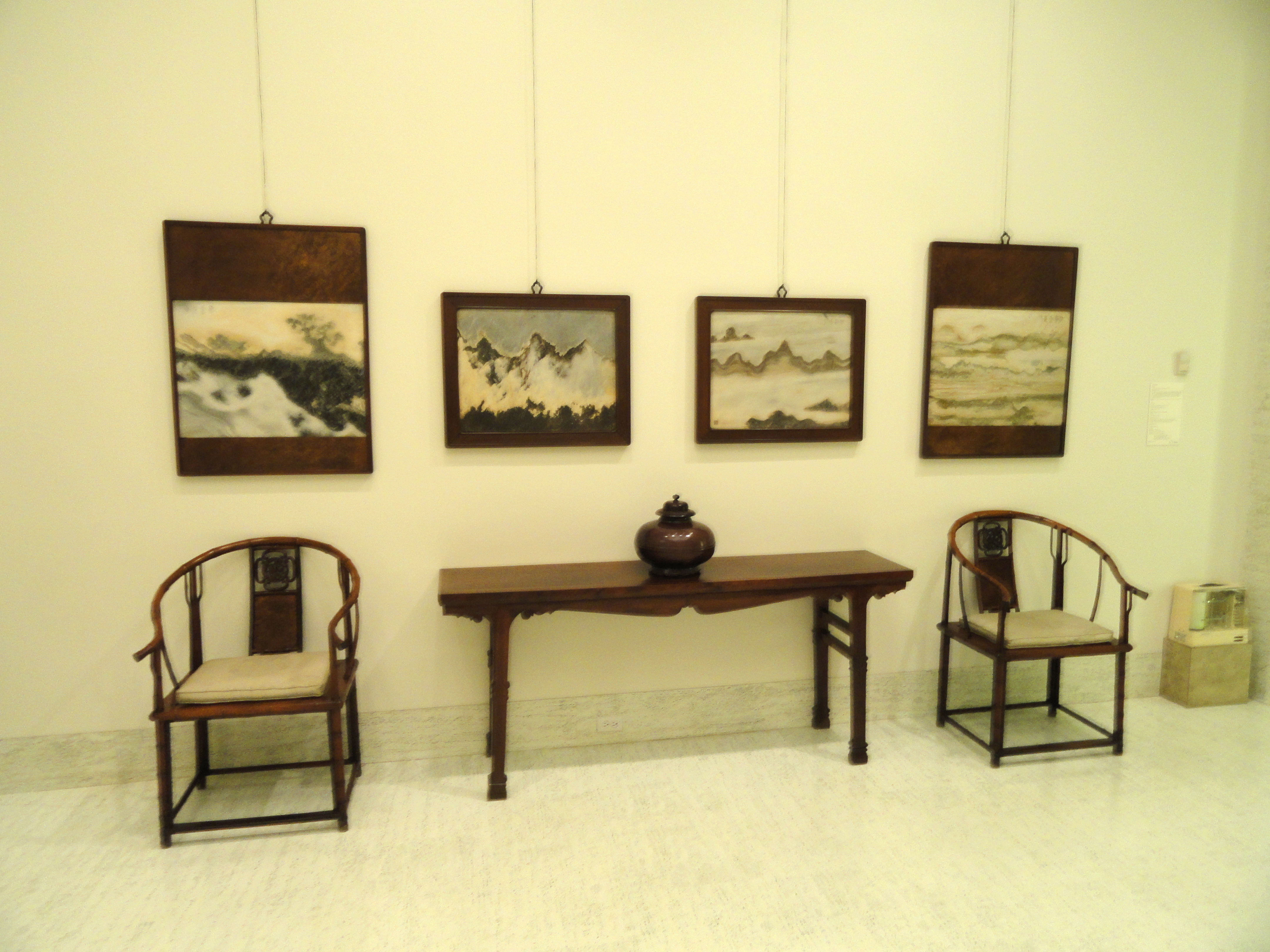
明式家具
明式榻
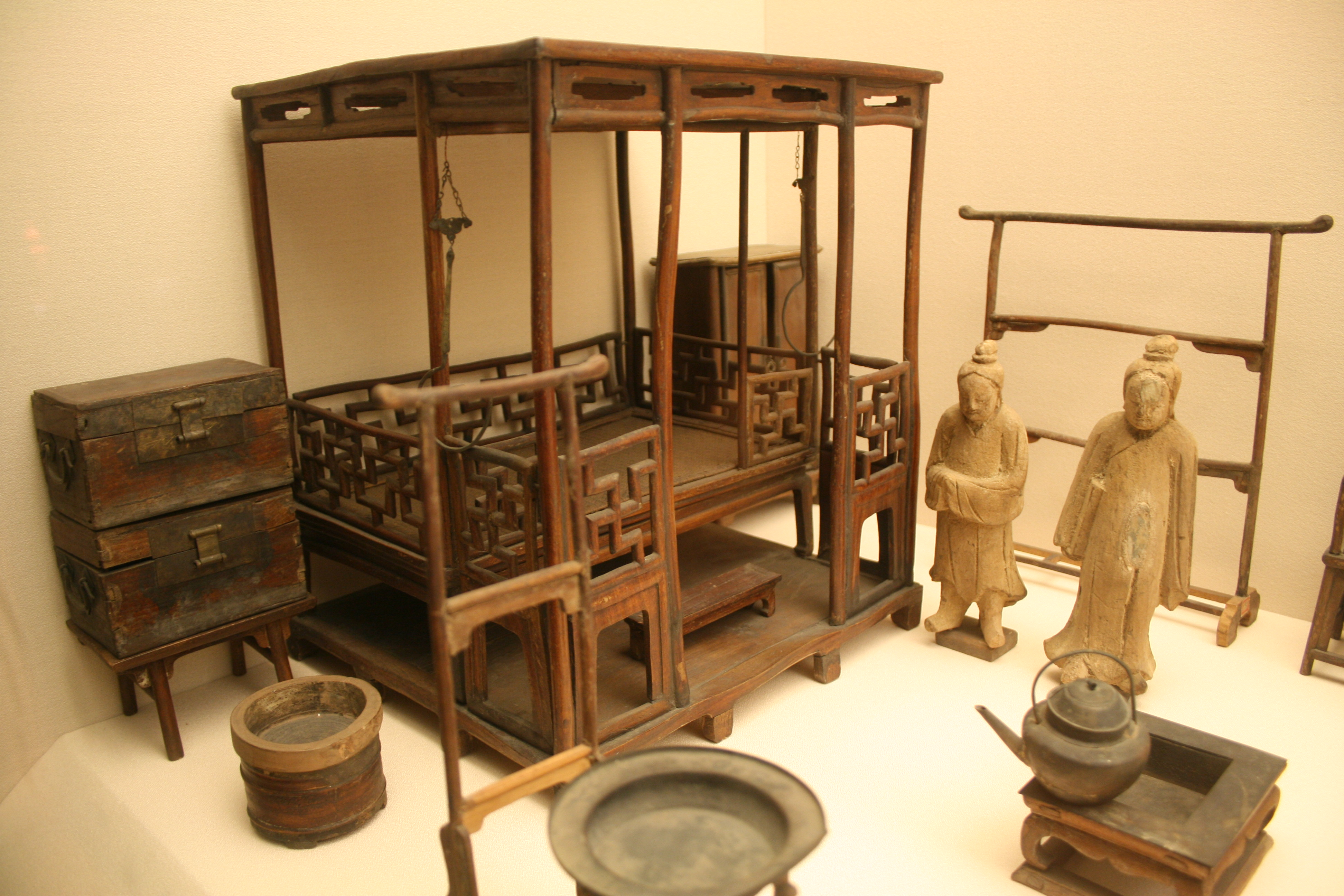
明代墓の副葬品（明器（中国語版））
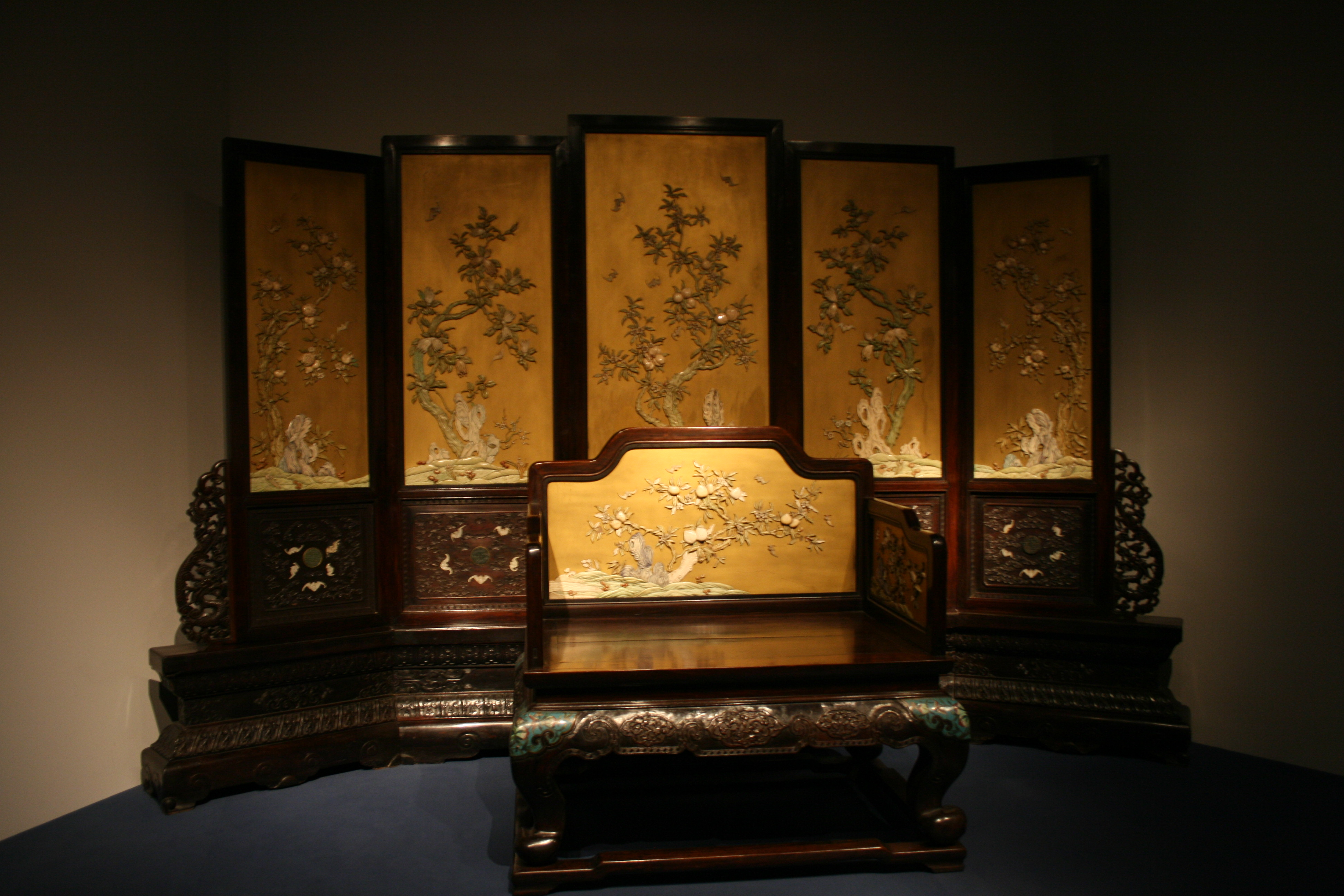
清式家具
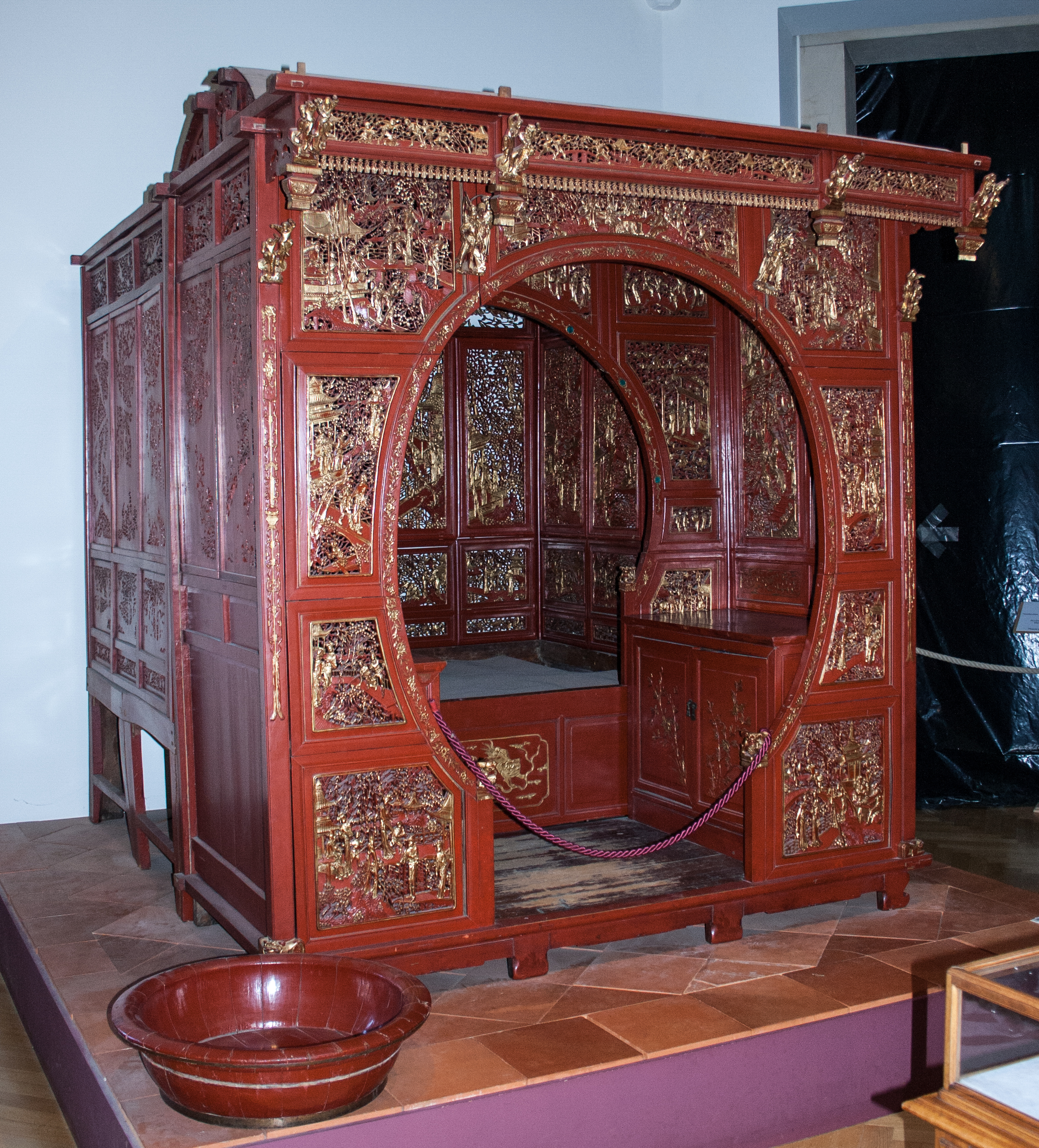
清式ベッド

## 近現代
清中期から清末民初にかけて、中国家具は徐々に西洋化した。『点石斎画報』には清末の家具の姿が見られる。
民国期の北京では、家具デザイナーのグスタフ・エッケが中国家具を収集して書籍化し、北欧家具のモダニズム様式に影響を与えた。
現代中国の家具企業には、国内首位の欧派家居などがある。IKEAやニトリなど国外企業も進出している。家具デザイナーの顧永琦や朱小傑は、明式家具をもとにした家具を手掛けている。

## 日本への伝来
他の中国文化とともに、床（牀）などの家具も日本に伝来した。正倉院の宝物には、聖武天皇の「御床（御牀）」がある。しかし、名称の意味が徐々にずれ、床は「ゆか」「床の間」を指すようになった（経緯は諸説ある）。